# Мануйленко Олександр Іларіонович
Олександр Іларіонович Мануйленко (1895 — розстріляний 1938) — радянський діяч, голова виконавчого комітету Зинов'євської та Миколаївської окружних рад.

## Життєпис
Член Партії соціалістів-революціонерів у 1917 році.
Член РСДРП(б) з липня 1917 року.
До 1925 року — відповідальний секретар Іллічівського районого комітету КП(б)У міста Одеси.
У травні 1925 — березні 1927 року — голова виконавчого комітету Зинов'євської окружної ради.
У березні 1927 — 27 жовтня 1929 року — голова виконавчого комітету Миколаївської окружної ради.
На 1933—1934 роки — начальник політичного сектора машинно-тракторних станцій Молдавської АСРР.
1938 року заарештований органами НКВС. Засуджений до розстрілу. Посмертно реабілітований.